# Helpsen
Helpsen is een gemeente in de Duitse deelstaat Nedersaksen. De gemeente maakt deel uit van de Samtgemeinde Nienstädt in het Landkreis Schaumburg.
Helpsen telt 1.933 inwoners.
Tot de gemeente Helpsen behoren ook de dorpen Kirchhorsten en Südhorsten. Helpsen en het westelijke buurdorp Seggebruch zijn aan elkaar gegroeid. Kirchhorsten ligt een kilometer verder naar het zuidoosten, aan de oostkant van de spoorlijn.
Helpsen behoort tot een gebied in de Samtgemeinde, dat ook wel Bergkrug wordt genoemd.
In Kirchhorsten staat het kleine gemeentehuis, waar zowel het bestuur van de Samtgemeinde Nienstädt als dat van de gemeente Helpsen is gevestigd.

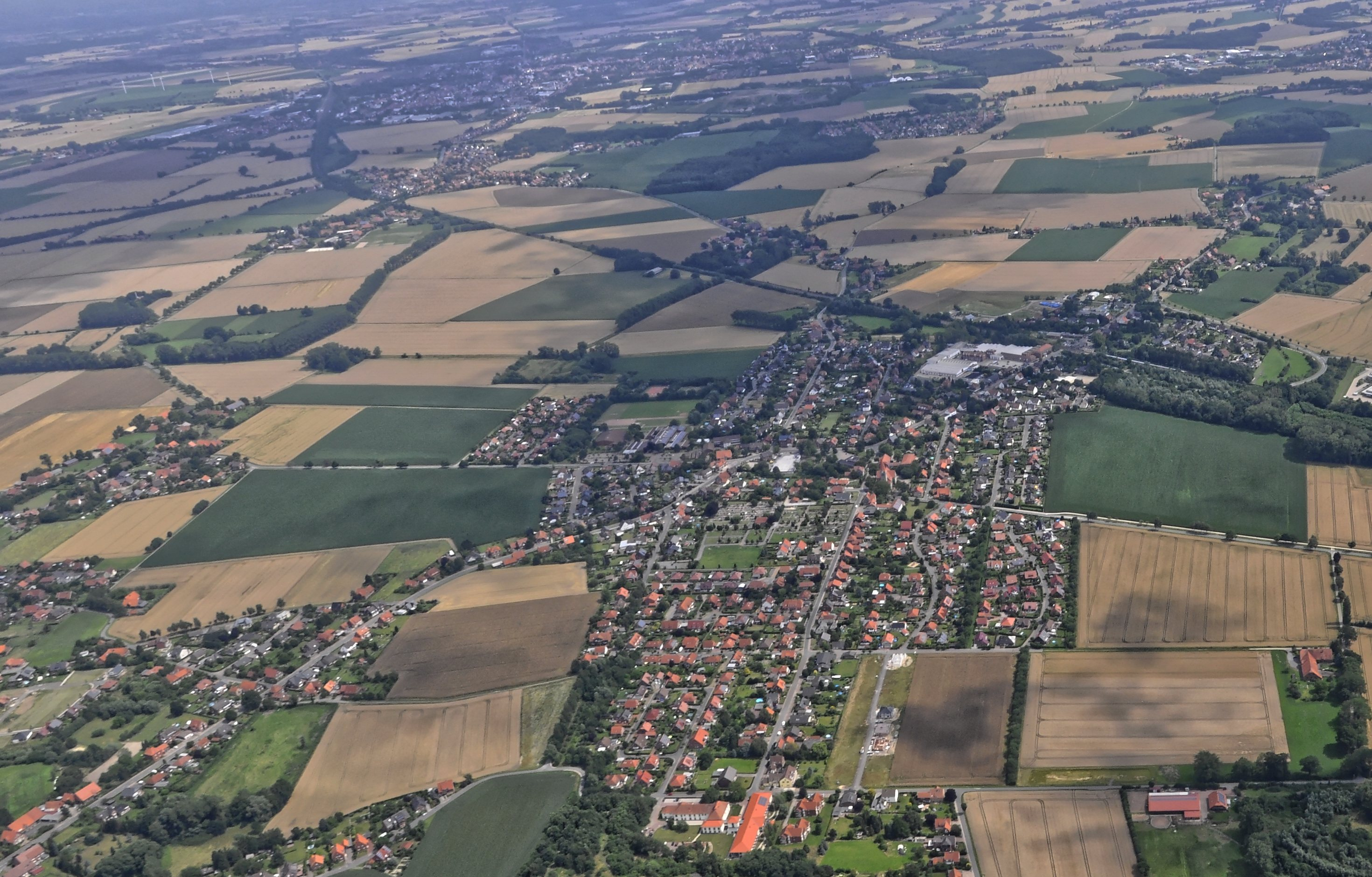
Luchtfoto van Helpsen (2015). Rechts, iets boven het midden het witte HAUTAU-gebouw en daarnaast het station. Het oosten is bovenaan de foto.
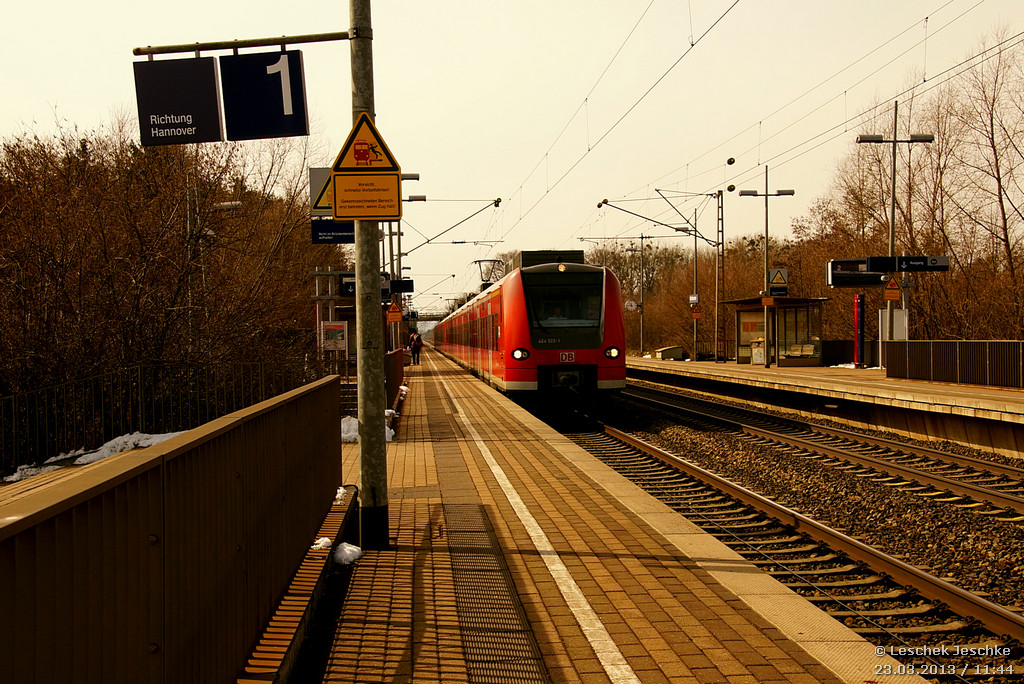
Station Kirchhorsten
Lijnennetkaart S-Bahn van Hannover (links, lichtpaars, lijn S1)

Aan de spoorlijn Hannover - Hamm, ongeveer halverwege Stadthagen en Bückeburg, bevindt zich het kleine Station Kirchhorsten. Dit wordt 1 x per uur in beide richtingen bediend door treinen van lijn S1 van de S-Bahn van Hannover.
Naast station  Kirchhorsten staat de fabriek Hautau (300 medewerkers), die modern, inbraakveilig raam- en deurbeslag maakt, alsmede afstandsbedieningen om ramen en deuren te openen en sluiten. Dit is een van de belangrijkste ondernemingen van de Samtgemeinde Nienstädt.
- Gemeinsame Normdatei: 4841757-9
- Virtual International Authority File: 239224684

Ahnsen · 
Apelern · 
Auetal · 
Auhagen · 
Bad Eilsen · 
Bad Nenndorf · 
Beckedorf · 
Buchholz · 
Bückeburg · 
Hagenburg · 
Haste · 
Heeßen · 
Helpsen · 
Hespe · 
Heuerßen · 
Hohnhorst · 
Hülsede · 
Lauenau · 
Lauenhagen · 
Lindhorst · 
Lüdersfeld · 
Luhden · 
Meerbeck · 
Messenkamp · 
Niedernwöhren · 
Nienstädt · 
Nordsehl · 
Obernkirchen · 
Pohle · 
Pollhagen · 
Rinteln · 
Rodenberg · 
Sachsenhagen · 
Seggebruch · 
Stadthagen · 
Suthfeld · 
Wiedensahl · 
Wölpinghausen